# Grafton to Inverell Classic
La Grafton to Inverell Classic és un cursa ciclista d'un dia que es disputa anualment a l'estat de Nova Gal·les del Sud d'Austràlia. La cursa va de Grafton fins a Inverell.

## Palmarès
| Any  | Vencedor           | Segon                  | Tercer             |
| ---- | ------------------ | ---------------------- | ------------------ |
| 1961 | Alan Grindal       |                        |                    |
| 1962 | P. Chapman         |                        |                    |
| 1963 | N. Burnell         |                        |                    |
| 1964 | John Ferranda      |                        |                    |
| 1965 | Leon Cook          |                        |                    |
| 1966 | M. Redman          |                        |                    |
| 1967 | Donald Wilson      |                        |                    |
| 1968 | Kevin Morgan       |                        |                    |
| 1969 | B. Ryalls          |                        |                    |
| 1970 | Don Strahley       | Ted Wixen              | Terry Moore        |
| 1971 | Ross Bush          |                        |                    |
| 1972 | Kevin Brandle      |                        |                    |
| 1973 | V. Breen           |                        |                    |
| 1974 | B. Ferris          |                        |                    |
| 1975 | Richard Hines      |                        |                    |
| 1976 | Maurice Sansonetti | Alan Rayon             | Greg Parkers       |
| 1977 | Robert Glindeman   |                        |                    |
| 1978 | R. Riper           |                        |                    |
| 1979 | Graham McVilly     |                        |                    |
| 1980 | Wayne Hammond      |                        |                    |
| 1981 | Alan Gill          |                        |                    |
| 1982 | Stephen Cox        |                        |                    |
| 1983 | Richard McCorkell  |                        |                    |
| 1984 | Michael Lynch      |                        |                    |
| 1985 | Paul Curran        | Michel Ansermet        | Lars Wahlqvist     |
| 1986 | Andrew Logan       | Ian McKenzie           | Scott Sunderland   |
| 1987 | Atle Pedersen      | Thomas Dürst           | Tiziano Mancini    |
| 1988 | Gianluca Pierobon  |                        |                    |
| 1989 | Nate Reiss         |                        |                    |
| 1990 | Nigel Perry        |                        |                    |
| 1991 | Stephen Fairless   |                        |                    |
| 1992 | Billy Shearsby     |                        |                    |
| 1993 | Stephen Drake      |                        |                    |
| 1994 | Cecil Saunders     |                        |                    |
| 1995 | T. Christopher     |                        |                    |
| 1996 | Damien Forster     |                        |                    |
| 1997 | Jamie Drew         |                        |                    |
| 1998 | Benjamin Brooks    |                        |                    |
| 1999 | Jamie Drew         | Steve Williams         | Simon Gerrans      |
| 2000 | Benjamin Day       | Hans Vaassen           | Dennis Mungoven    |
| 2001 | David McKenzie     | Peter Milostic         | David Pell         |
| 2002 | Lee Godfrey        | Paul-William Redenbach | Trent Wilson       |
| 2003 | No disputat        | No disputat            | No disputat        |
| 2004 | Peter McDonald     | Jorge Libonatti        | Richard Vollebregt |
| 2005 | Gregory Henderson  | Simon Clarke           | Matthew Lloyd      |
| 2006 | Robert McLachlan   | Chris Jongewaard       | Peter McDonald     |
| 2007 | Cameron Hughes     | Robert Carter          | Patrick Shaw       |
| 2008 | David Pell         | Chris Jongewaard       | Cameron Hughes     |
| 2009 | Malcolm Rudolph    | William Clarke         | Cameron Jennings   |
| 2010 | Nathan Earle       | Brendan Brooks         | Sam Rutherford     |
| 2011 | Mark Jamieson      | Christopher Jory       | Brian McLeod       |
| 2012 | Peter John Herzig  | Michael Cupitt         | Malcolm Rudolph    |
| 2013 | Jack Anderson      | Benjamin Johnson       | Nathan Elliott     |
| 2014 | Sean Lake          | Olivier Kent-Spark     | Kristian Juel      |
| 2015 | Sean Lake          | Cyrus Monk             | Tom Davison        |
| 2016 | Patrick Lane       | Nathan Elliott         | Patrick Shaw       |
| 2017 | Neil van der Ploeg | Mathew Ross            | Ayden Toovey       |
| 2018 | Nathan Elliott     | Raphael Freienstein    | Cameron Scott      |
| 2019 | William Hodges     | Dylan Sunderland       | Nicholas White     |